# Jacob Henrik Mörk
Jacob Henrik Mörk, född 1715 (döpt 13 januari), död 26 juni 1763 i Bro socken, var en svensk romanförfattare och präst.

## Biografi
Mörk var son till en spannmålshandlare i Stockholm. Han blev student vid Uppsala universitet 1734 och var under tiden bland annat informator hos baron Georg Reinhold von Köhler, prästvigdes 1743 och blev 1744 kyrkoherde i pastoratet Bro och Låssa. Mörk skrev tillsammans med Anders Törngren den fornnordiska romanen Adalriks och Giöthildas äfwentyr (1742-44). Liksom förebilderna, John Barclays Argenis och François Fénelons Télémaque, som fritt lånats ifrån, är den en politiskt-moraliserande roman, som diskuterar aktuella frågor under historisk förklädnad. Den fornnordiska miljön lånades från Erik Julius Björners översättning av de isländska sagorna och från Olof Rudbeck den äldre. Om bekantskap med 1600-talets heroisk-galanta romaner vittnar det erotiska motivet, den kaotiska kompositionen och det preciösa språket. Åren 1749-58 utgav Mörk ensam den kvasihistoriska romanen Thecla, eller den bepröfwade trones dygd, vars handling är förlagd till kejsar Neros Rom och som på en gång är en uppbyggelseskrift och en äventyrsskrift. Mörk invaldes 1749 som ledamot nummer 120 av Kungliga Vetenskapsakademien.